# Froilán Tiberio Casas Ortiz

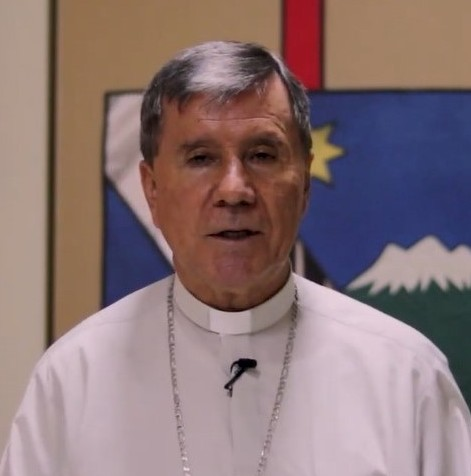
Froilán Tiberio Casas Ortiz (2022)

Froilán Tiberio Casas Ortiz (* 21. Mai 1948 in Chiquinquirá, Departamento de Boyacá) ist ein kolumbianischer Geistlicher und emeritierter römisch-katholischer Bischof von Neiva.

## Leben
Froilán Tiberio Casas Ortiz besuchte das Jungengymnasium in Saboyá und die Escuela Apostólica Fray Martín de Porres in Villa de Leyva. Anschließend studierte er Philosophie und Katholische Theologie am Priesterseminar in Tunja. Casas Ortiz empfing am 9. Dezember 1972 in Saboyá durch den Erzbischof von Tunja, Augusto Trujillo Arango, das Sakrament der Priesterweihe für das Erzbistum Tunja. Nach weiterführenden Studien erwarb er an der Päpstlichen Universität Gregoriana in Rom ein Lizenziat im Fach Dogmatik und an der Universidad Santo Tomás in Bogotá ein Lizenziat in Philosophie und Religionswissenschaft. Zudem absolvierte er einen Kurs in Hochschuldidaktik.
Casas Ortiz war zunächst als Pfarrvikar in Muzo und an der Kathedrale von Tunja sowie als Verantwortlicher für die Jugend- und Berufungspastoral im Erzbistum Tunja tätig, bevor er 1981 Kaplan des Servicio Nacional de Aprendizaje (SENA) und 1986 zudem Pfarrer der Pfarrei Santa Bárbara in Tunja wurde. Daneben lehrte er von 1979 bis 1999 am Priesterseminar in Tunja. Von 1997 bis 2002 war Casas Ortiz Pfarrer der Pfarrei San Laureano in Tunja. Danach fungierte er als Kaplan des Foyer de Charité in Bucaramanga. Nachdem Casas Ortiz von 2009 bis 2010 als Ausbilder am Priesterseminar in Tunja gewirkt hatte, wurde er 2010 Bischofsvikar für die Ordensleute und 2011 zusätzlich Regens des Priesterseminars in Tunja. Daneben wurde er 2011 an der Päpstlichen Universität Xaveriana in Bogotá bei Víctor Marciano Martínez Morales SJ mit der Arbeit De camino hacia una antropología semiótica. La razón teológica del signo („Auf dem Weg zu einer semiotischen Anthropologie. Der theologische Sinn des Zeichens“) zum Doktor der Theologie promoviert.
Papst Benedikt XVI. ernannte ihn am 4. Februar 2012 zum Bischof von Neiva. Die Bischofsweihe spendete ihm der Apostolische Nuntius in Kolumbien, Erzbischof Aldo Cavalli, am 24. März desselben Jahres in der Kathedrale von Tunja; Mitkonsekratoren waren die Luis Augusto Castro Quiroga IMC, Erzbischof von Tunja, und Edgar de Jesús García Gil, Bischof von Palmira. Die Amtseinführung erfolgte am 21. April 2012. In der Kolumbianischen Bischofskonferenz gehörte Casas Ortiz zudem der Kommission für die Glaubenslehre an. 2018 verlieh ihm die Stadt Pitalito die Ehrenbürgerwürde.
Am 14. April 2023 nahm Papst Franziskus das von Froilán Tiberio Casas Ortiz vorgebrachte Rücktrittsgesuch an.

## Schriften
- De camino hacia una antropología semiótica. La razón teológica del signo. Pontificia Universidad Javeriana, Bogotá 2011, OCLC 1344867821 (edu.co [PDF; 1,4 MB]).